# Беловежда лястовица
Беловежда лястовица (Riparia cincta) е вид птица от семейство Лястовицови (Hirundinidae).

## Разпространение
Видът е разпространен в Ангола, Ботсвана, Буркина Фасо, Бурунди, Габон, Гана, Еритрея, Етиопия, Замбия, Зимбабве, Камерун, Република Конго, Демократична република Конго, Кот д'Ивоар, Кения, Лесото, Малави, Мозамбик, Намибия, Нигерия, Руанда, Судан, Свазиленд, Танзания, Того, Уганда, Централноафриканската република, Чад, Южна Африка и Южен Судан.